# Шулейко, Даниил Владимирович
Дании́л Влади́мирович Шуле́йко (род. 22 сентября 1988 года, Большой Камень, Приморский край, СССР) — глобальный СЕО и директор бизнес-группы электронной торговли и логистических сервисов в Яндексе. Ранее занимал должности директора по маркетингу и директора по продукту в компании Delivery Club. В мае 2019 года Forbes включил Шулейко в рейтинг «30 до 30» в категории «управление».

## Биография
Родился 22 сентября 1988 года в поселке Большой Камень недалеко от Владивостока. В 1997 году семья переехала в Москву.
В 2010 устроился на должность менеджера по маркетингу в компанию Delivery Club.
В 2011 году окончил факультет автоматики и электроники НИЯУ «Московский инженерно-физический институт».
В 2014 году после того как Foodpanda приобрела Delivery Club, Шулейко был приглашён в центральный офис Foodpanda в Берлине. Он отказался, чтобы с 2015 года начать работу директором по маркетингу сервиса Яндекс Такси в компании Яндекс.
В 2018 году стал управляющим и операционным директором Яндекс Такси.
С мая 2019 года назначен на должность генерального директора Яндекс Такси.
В конце февраля 2020 года Шулейко назначили директором бизнес-группы электронной торговли и логистических сервисов.
В сентябре 2021 года он возглавил Яндекс Маркет. Там Даниил отвечал за стратегическое и операционное управление.
В октябре 2023 года он передал руководство Маркетом Роману Маресову, продолжая стратегическое управление бизнес-группой.
С начала 2024 года Даниил также стал глобальным СЕО Яндекса.

## Работа в Delivery Club
В 2010 году устроился в компанию Delivery Club менеджером по маркетингу и был одним из первых сотрудников. По его собственным словам, на тот момент «про маркетинг знал из пары прочитанных статей, и всё».
На 2014 год компания выросла с 15 заказов до 12 тыс. в день и стала лидером отрасли.
К концу 2014 года приложение Delivery.Club было установлено более 2 млн раз.
За успешную работу в компании создатели проекта Левон Оганесян и Анна Шкирина внесли Шулейко в число сооснователей сервиса и выделили долю в бизнесе.
После года конкуренции сервиса с Foodpanda, закончившейся тем, что последние выкупили Delivery Club, Даниил Шулейко заявил, что «В итоге эту войну мы выиграли».

## Работа в Яндекс Такси
С июня 2015 года Даниил Шулейко занял должность директора по маркетингу Яндекс Такси.
Одной из крупнейших задач 2017—2018 годов, которую решал Даниил Шулейко, было объединение с компанией Uber. Сюда включены работа с кадрами, объединение или разделение отдельных подразделений, мобильные приложения, партнёрства с компаниями и прочее.
После объединения компаний количество заказов составило 35 млн в месяц, и 1 млрд за всё время существования сервиса к сентябрю 2018.
После покупки сервиса FoodFox в 2018 году был создан сервис Яндекс Еда, в который интегрировали Uber Eats. Для Шулейко это был повторный опыт развития сервиса доставки еды.
По оценке Сбербанка меньше чем за год Яндекс Еда смогла нарастить долю рынка доставки до 43% и почти догнала Delivery Club (46%).